# Comissão de Coordenação e Desenvolvimento Regional

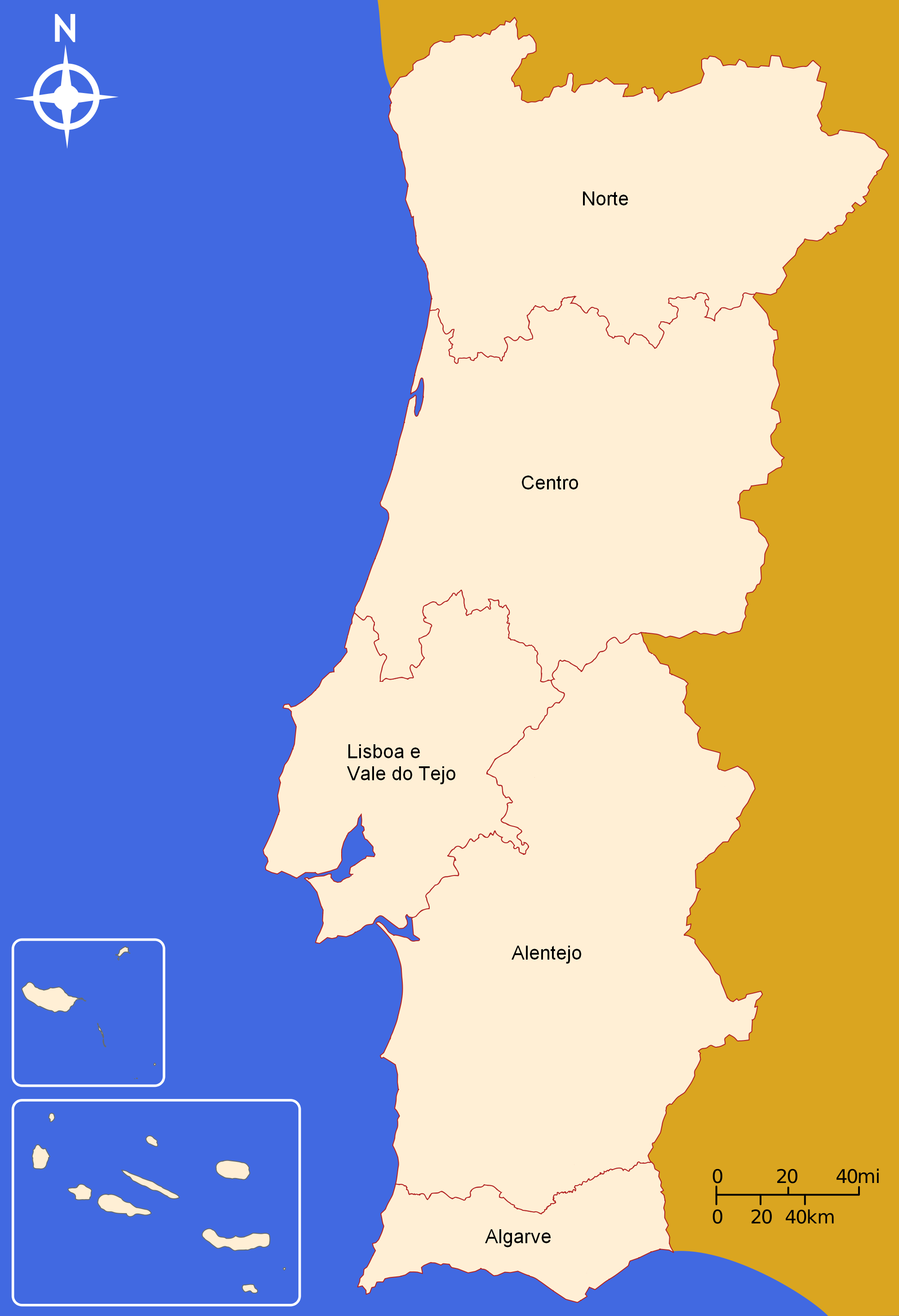
Mapa das cinco CCDRs em Portugal

Uma Comissão de Coordenação e Desenvolvimento Regional (CCDR) é uma entidade pública portuguesa, que têm como objetivo principal promover o desenvolvimento regional e a coesão territorial. Atuam como um órgão descentralizado da administração pública, sendo responsável por coordenar e executar políticas de desenvolvimento regional, planificação territorial, ordenamento do território e ambiente em cada uma das regiões.
Existem cinco CCDRs em Portugal, correspondentes às cinco regiões do continente: 
- CCDR Norte, correspondendo à região do Norte;
- CCDR Centro, correspondendo à região do Centro;
- CCDR LVT, correspondendo à região de Lisboa e Vale do Tejo;
- CCDR Alentejo, correspondendo à região do Alentejo e
- CCDR Algarve, correspondendo à região do Algarve.

As CCDRs têm competências nas áreas do ordenamento do território, do desenvolvimento regional, da proteção e valorização do patrimônio natural e cultural, da gestão de fundos comunitários destinados ao desenvolvimento regional, entre outras. Além disso, elas trabalham em estreita colaboração com outras entidades locais, regionais e nacionais para garantir a coordenação das políticas e a articulação das ações no âmbito do desenvolvimento regional em Portugal.
A criação das CCDRs está prevista na Lei nº 56/91, de 6 de agosto, que estabeleceu as bases da organização e funcionamento do Sistema de Gestão e Planeamento de Recursos Hídricos e do Sistema de Planeamento Regional (SPR). O SPR é um instrumento de planeamento e coordenação das políticas de desenvolvimento regional, ordenamento do território e ambiente. Cada CCDR compreende uma estrutura administrativa e técnica responsável pela coordenação e implementação de políticas de desenvolvimento regional, ordenamento do território, ambiente e recursos hídricos em uma determinada região de Portugal.
A partir de 1 de junho de 2023, as CCDRs irão-se tornar institutos públicos, tendo em vista a transferência de competências do Estado para estes organismos. Serão integradas nos serviços das CCDR atribuições das Direções Regionais de Agricultura e Pescas, das Direções Regionais da Cultura e dos departamentos de licenciamento e planeamento industrial da Direção de Proximidade Regional e Licenciamento da Agência para a Competitividade e Inovação.